# ويليام إتش. كرين
ويليام إتش. كرين هو محامي وسياسي أمريكي، ولد في 25 نوفمبر 1848 في غالفستون في الولايات المتحدة، وتوفي في 10 فبراير 1896. نشط حزبياً في الحزب الديمقراطي. وقد انتخب عضو مجلس ولاية تكساس ‏ وانتخب عضو مجلس النواب الأمريكي ‏.